# Havasi Sándor
Havasi Sándor Hágelmann (Budapest, 1941. október 30. – 2005. április 10.) magyar labdarúgó, hátvéd.

## Pályafutása
A Kinizsi Húsosban kezdett futballozni.
1959-ben lett a Ferencváros játékosa. 1960-ban játszotta első élvonalbeli mérkőzését. Négyszeres magyar bajnok és részese az FTC hatvanas évekbeli nemzetközi sikereinek. 1965-ben a VVK győztes, 1968-ban a VVK döntős, 1963-ban a VVK elődöntős csapat tagja volt. Összesen 181 mérkőzésen lépett pályára a Ferencváros színeiben (102 bajnoki, 68, nemzetközi, 11 hazai díjmérkőzés) és 4 gólt szerzett (2 bajnoki, 2 egyéb). 1966-ban egy idényt Salgótarjánban játszott. 1971-ben az alsó osztályú fővárosi csapatban fejezte be az aktív sportolást.

## Sikerei, díjai
- Magyar bajnok (1962-1963, 1964, 1967, 1968)
- VVK győztes (1964-1965), 2. (1967-1968), 3/4 (1962-1963).